# Takeshi Koshida
Takeshi Koshida (Prefectura d'Ishikawa, Japó, 19 d'octubre de 1960) és un exfutbolista japonès.

## Selecció japonesa
Takeshi Koshida va disputar 19 partits amb la selecció japonesa.